# Avenionia brevis
Avenionia brevis é uma espécie de gastrópode  da família Hydrobiidae. É uma espécie protegida e avaliada como pouco preocupante.
Pode ser encontrada nos seguintes países: Bélgica, França, Alemanha e os Países Baixos.